# Bandyligan 2012/2013
Bandyligan 2012/2013 var Finlands högstadivision i bandy säsongen 2012/2013. Finalen spelades 9 mars 2013, och vanns av HIFK.

## Grundserien
| Lag                          | Matcher | Vinster | Oavgjorda | Förluster | Målskillnad | Poäng |
| ---------------------------- | ------- | ------- | --------- | --------- | ----------- | ----- |
| Mikkelin Kampparit           | 18      | 14      | 2         | 2         | 95-47       | 30    |
| HIFK                         | 18      | 13      | 2         | 3         | 87-56       | 28    |
| Porvoon Akilles              | 18      | 10      | 3         | 5         | 103-69      | 23    |
| Lappeenrannan Veiterä        | 18      | 9       | 3         | 6         | 105-75      | 21    |
| Porin Narukerä               | 18      | 9       | 0         | 9         | 106-77      | 18    |
| Oulun Luistinseura           | 18      | 7       | 3         | 8         | 64-69       | 17    |
| Jyväskylän Seudun Palloseura | 18      | 5       | 4         | 9         | 64-85       | 14    |
| Botnia-69, Helsinki          | 18      | 6       | 1         | 11        | 59-90       | 13    |
| Tornion Palloveikot          | 18      | 4       | 1         | 13        | 79-148      | 9     |
| Warkauden Pallo -35          | 18      | 2       | 3         | 13        | 71-117      | 7     |

## Kvartsfinaler
| Lag 1              | Resultat | Lag 2                        | Match 1 | Match 2 | Match 3 |
| ------------------ | -------- | ---------------------------- | ------- | ------- | ------- |
| Oulun Luistinseura | 0–2      | Porvoon Akilles              | 2-3     | 4-5     | -       |
| HIFK               | 2–1      | Botnia-69                    | 7-1     | 3-4     | 5-0     |
| Mikkelin Kampparit | 2–0      | Jyväskylän Seudun Palloseura | 8-1     | 7-2     | -       |
| Porin Narukerä     | 2–0      | Lappeenrannan Veiterä        | 3-2     | 6-4     | -       |

## Semifinaler
| Lag 1          | Resultat | Lag 2              | Match 1 | Match 2 | Match 3 |
| -------------- | -------- | ------------------ | ------- | ------- | ------- |
| Porin Narukerä | 2–0      | Mikkelin Kampparit | 7-0     | 4-3     | -       |
| HIFK           | 2–1      | Porvoon Akilles    | 7-4     | 2-7     | 6-2     |

## Match om tredje pris
| Lag 1              | Resultat | Lag 2           |
| ------------------ | -------- | --------------- |
| Mikkelin Kampparit | 5–1      | Porvoon Akilles |

## Final
9 mars 2013 
| Lag 1 | Resultat | Lag 2          |
| ----- | -------- | -------------- |
| HIFK  | 3–1      | Porin Narukerä |

## Slutställning
| Placering | Lag                |
| --------- | ------------------ |
| 1.        | HIFK               |
| 2.        | Porin Narukerä     |
| 3.        | Mikkelin Kampparit |
| 4.        | Porvoon Akilles    |

## Skytteligan (grundserien + slutspelet)
| Placering | Spelare           | Klubb     | Mål |
| --------- | ----------------- | --------- | --- |
| 1.        | Tero Määttälä     | Veiterä   | 42  |
| 2.        | Tomi Mustonen     | Narukerä  | 36  |
| 3.        | Antti Laine       | Kampparit | 34  |
| 4.        | Jukka Loukkola    | Akilles   | 33  |
| 5.        | Andreas Flink     | Akilles   | 30  |
| 6.        | Joonas Käkriäinen | Kampparit | 23  |
| 7.        | Rasmus Lindqvist  | Akilles   | 22  |
| 8.        | Joel Sundström    | WP-35     | 21  |
| 8.        | Jaakko Niemi      | Narukerä  | 21  |
| 8.        | Eetu Karhunen     | HIFK      | 21  |

### Fotnoter
1. ↑  ”HIFK vann historiskt bandyguld”. Hufvudstadsbladet. 9 mars 2013. Arkiverad från originalet den 17 juli 2014. https://web.archive.org/web/20140717054858/http://hbl.fi/sport/2013-03-09/406941/hifk-vann-bandyguldet. Läst 9 november 2015.